# Łuków
Łuków (udtale: [ˈwukuf]) er en by og en kommune (Gmina) i det sydøstlige Polen (i det tidligere Lillepolen). Den ligger i voivodskabet Lublin (Województwo lubelskie) og har 27.906(2021) indbyggere og et areal på		35.75 km², hvoraf 13% er skovdækket. Den er administrationsby i et powiat (amt) Łuków.

## Historie
Łuków blev etableret som en Gord, omkring år 1233. Den bevogtede Sandomierz-landets østlige grænse mod krigsførende stammer fra øst, inklusive Jotvingere og litauere. I første halvdel af det 13. århundrede var Łuków sæde for Lillepolens castellany, placeret i et strategisk hjørne af provinsen. Efter at prinsen af Kraków og Sandomierz Bolesław 5. den Kyske bragte tempelridderne hertil (1250-1257), blev et romersk-katolsk stift Łuków etableret her. Det eksisterede i meget kort tid (1254-1257), og blev lukket efter protester fra Teutoniske Riddere. I den sene middelalder blev Łuków hyppigt invaderet og ødelagt af gammelpreussere, jotvingere, litauere og tatarer. Bylivet forbedredes først efter 1385 (se Krevo-unionen), da Polen og Litauen blev allierede. I 1403 blev Łuków officielt tildelt et charter, hvilket kodificerede dens juridiske status. Byen tilhørte oprindeligt Sandomierz Voivodeskab, men i 1474 blev den en del af Lublin Voivodeskab (1474–1795).